# Памятник Константину Циолковскому (Москва)

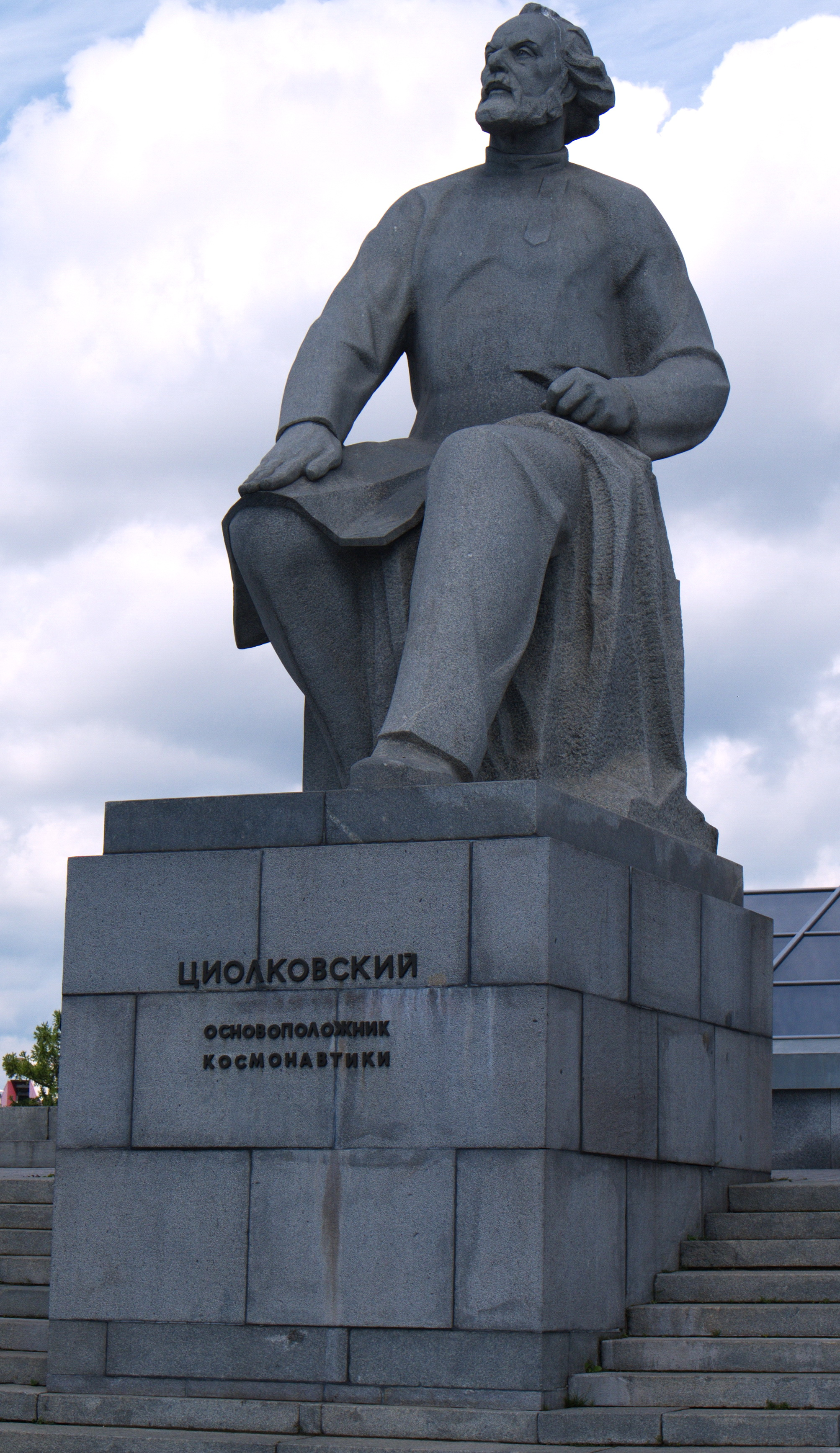
Памятник на аллее Космонавтов в 2017 году

Московские памятники Константи́ну Циолко́вскому — три столичных памятника русскому и советскому учёному и изобретателю, основоположнику теоретической космонавтики Константину Циолковскому.

## Аллея Космонавтов
55°49′19″ с. ш. 37°38′22″ в. д.
 Объект культурного наследия народов РФ федерального значения. Рег. № 771410721830016 (ЕГРОКН). Объект № 7710430008 (БД Викигида)
Установлен в 1964 году перед обелиском «Покорителям космоса», в 1974-м взят под государственную охрану. С 2006 по 2008 год в ходе реконструкции аллеи Космонавтов монумент отреставрировали. Скульптор Андрей Файдыш-Крандиевский изготовил статую из куска светло-серого гранитного блока. Учёный сидит спиной к обелиску, его лицо устремлено в небо — к космосу. На постаменте выбита памятная надпись «Циолковский — основоположник космонавтики».

## Ленинградский проспект
55°47′35″ с. ш. 37°33′00″ в. д.
 Объект культурного наследия народов РФ федерального значения. Рег. № 771610664660006 (ЕГРОКН). Объект № 7732444000 (БД Викигида)

Памятник на улице Циолковского в 2008 году

Установлен справа от въезда в Петровский путевой дворец. Авторами проекта являются скульптор Сергей Меркуров и архитектор Исидор Француз. Бюст является парным с бюстом Николая Жуковского, стоящим с ним рядом. Работа над статуей началась в 1932 году и длилась восемь лет. Открытие состоялось 17 сентября 1957 года. Бюст учёного изготовили из красного полированного гранита и установили на постамент из этого же материала. На пьедестале выбили надпись: «Константин Эдуардович Циолковский 1857—1935 гг» В 1960-м монумент взяли под государственную охрану. Место для бюстов было выбрано в связи с тем, что в Петровском дворце в советские годы находилась Военно-воздушная инженерная академия имени Н. Е. Жуковского.

## Улица Циолковского
55°49′46″ с. ш. 37°26′50″ в. д.

Памятник установлен в сквере на улице, которая носит его имя. Открытие монумента состоялось 4 октября 2007 года в присутствии космонавта Павла Поповича. Автором проекта является скульптор Николай Иванов. Средства для возведения статуи собрали местные жители. Мраморный бюст расположен на гранитном постаменте с бронзовой табличкой, на которой выбит автограф Циолковского.